# Кавасе Хасуї
Кавасе Хасуї (яп. 川瀬巴水 Kawase Hasui; *18 травня 1883, Токіо — 7 листопада, 1957) — японський художник першої половини 20 ст.

## Життєпис
Народився в Токіо. Походить з родини купця. Ще в дитячому віці навчався малювати в західноєвропейському стилі. Його першим вчителем був Окада Сабуросуке, що сприяв опануванню учнем техніки акварелі та живопису олійними фарбами. В родині не вітали прихильності сина до мистецтва, бо бачили його продовжувачем родинного бізнесу.

## Праця і навчання
Вже підлітком в 12 років він покинув школу і працював в майстерні художника Айягі Бокусена. Прагнення брата стати художником підтримала його сестра, котра забезпечила грошима його навчання та перші роки самостійної творчості. Він зробив спробу потрапити в майстерню відомого художника Кійоката Кабурагі (Kiyokata Kaburagi 1878—1973), але невдало. В майстерню до Кабурагі він потрапить лише через два роки, коли і сам голова майстерні роздивиться в обдаруванні художника початківця.

## Співпраця з видавцем Ватанабе Шоцабуро
На художника звернув увагу видавець Ватанабе Шоцабуро (1885—1962), котрий психологічно і фінансово підтримував художників нової на той час стилістики Син-Ханга (так звана нова гравюра). Розповсюдження в Японі та в Токіо західноєвропейських засобів друкованої продукції та фотографії зробили на якийсь час графічну продукцію японських художників непотрібною видавцям газет і журналів. Але відкриття західноєвропейцями та мешканцями Сполучених Штатів японського мистецтва, японської ксилографії надало шанс новому напрямку, у нього з'явилась власна ніша в мистецькому бізнесі. Спрацювало і захоплення японізмом.
В перешкоді став потужний землетрус 1923 року, коли були знищені більшість матриць, виготовлених Кавасе Хасуі та їхні відбитки на папері. Наполегливий Кавасе Хасуі зробив спробу відновити все втрачене від типового для Японії природного лиха.

## Художня манера
За складом обдарування художник переважно пейзажист (сільські або урбаністичні). Він робив замальовки в самому Токіо чи в провінціях Японії під час подорожей.
Але брався і за створення японських ширм — традиційний замінник монументального живопису Японії з доби середньовіччя. В його гравюрах є зображення людей, але їх мало, і вони виконують тую ж функцію, що і стафаж у західноєвропейських пейзажистів. Загальна кількість графічних творів Кавасе Хасуі до року смерті перебільшувала 400 зразків.
Разом із художником Хиросі Єсида вважається найбільш обдарованим митцем, котрий працював в стилі Син-Ханга («Нова гравюра»). За рік до смерті уряд країни надав йому звання Національний скарб Японії.

## Галерея

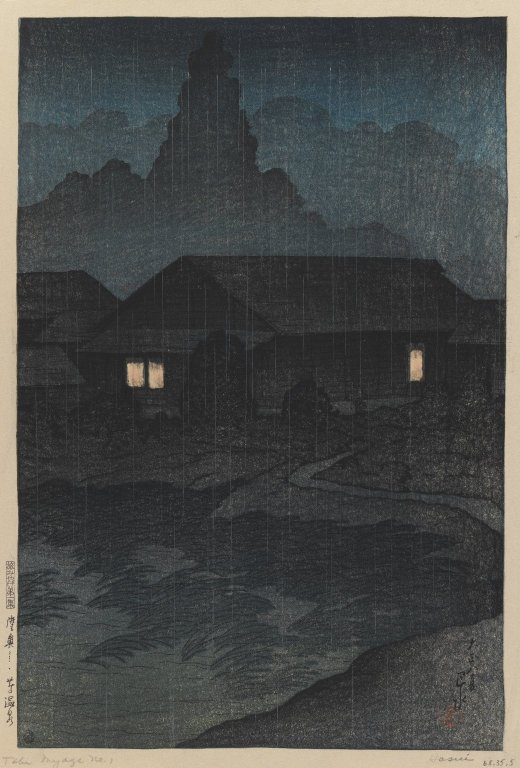
«Табі Міяга. День перший», дереворит, 1919 р., Бруклінський музей, Нью-Йорк
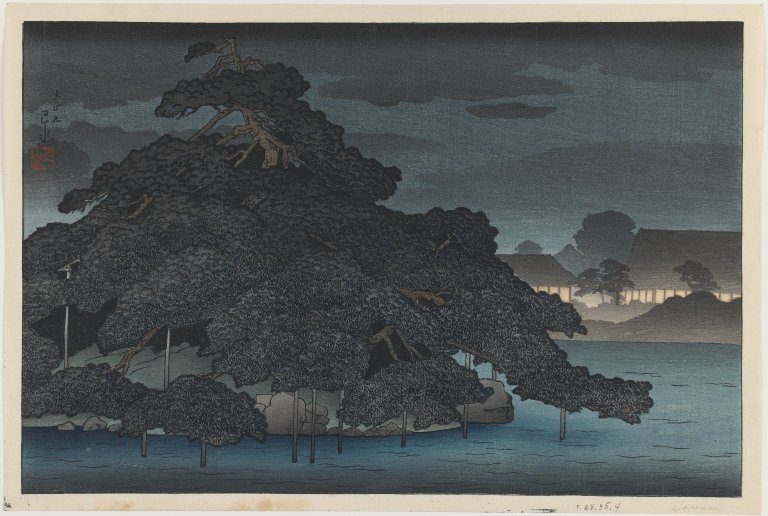
«Дощ вночі», 1920, дереворит, Бруклінський музей, Нью-Йорк
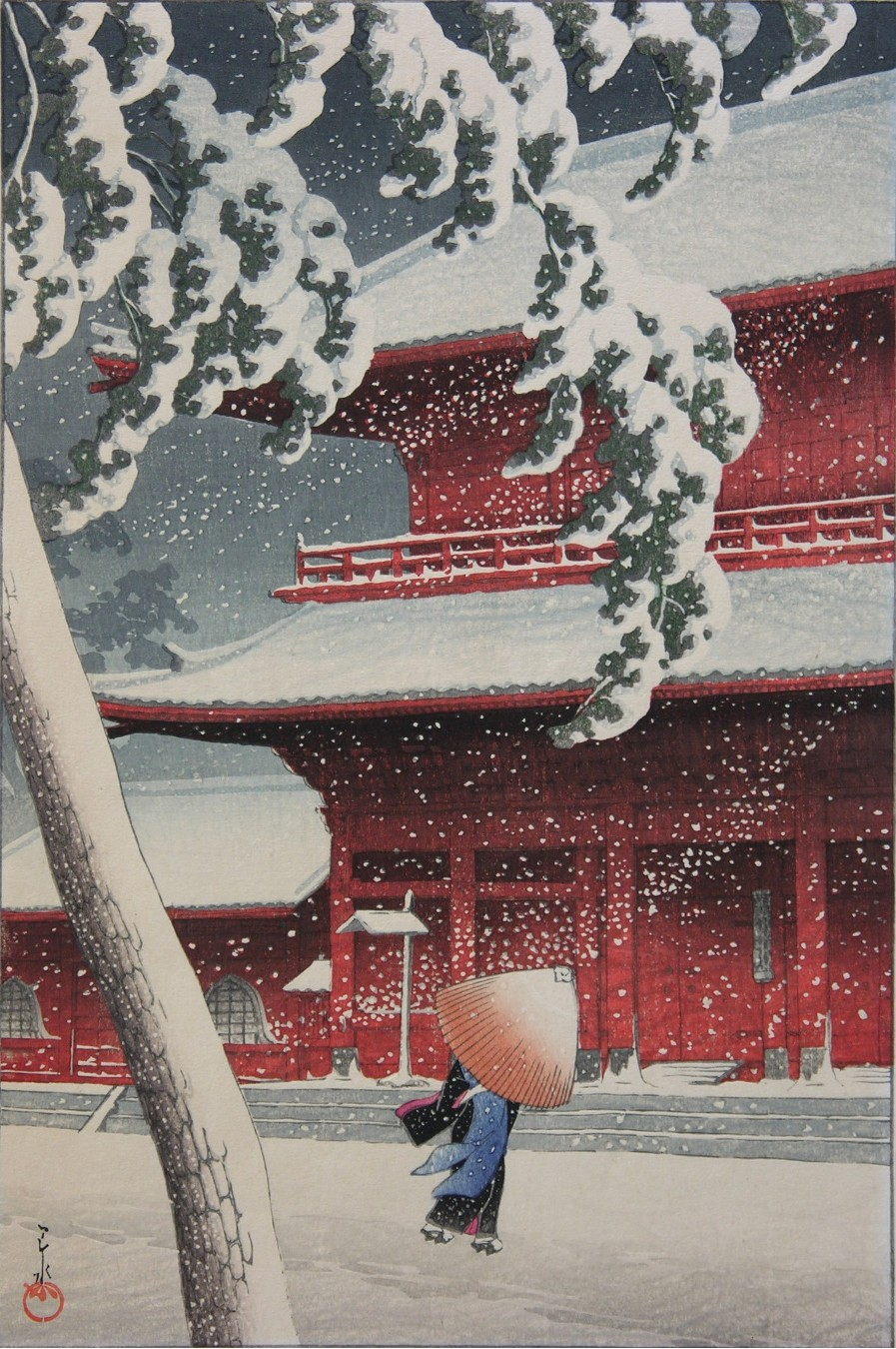
Аркуш із серії «12 краєвидів Токіо», дереворит, 1925
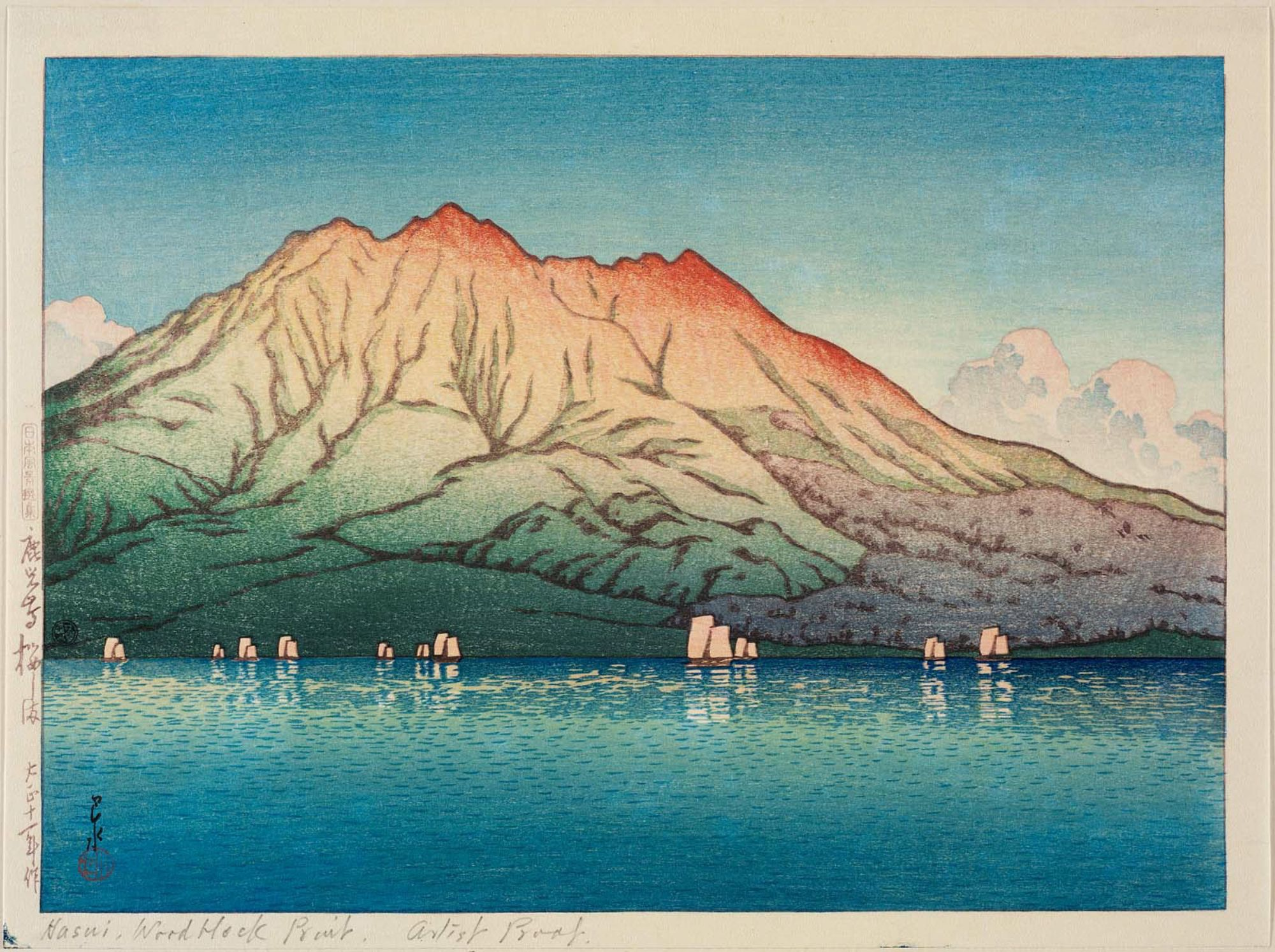
Sakurajima, Kagoshima, 1922. Print in Selected Views of Japan.
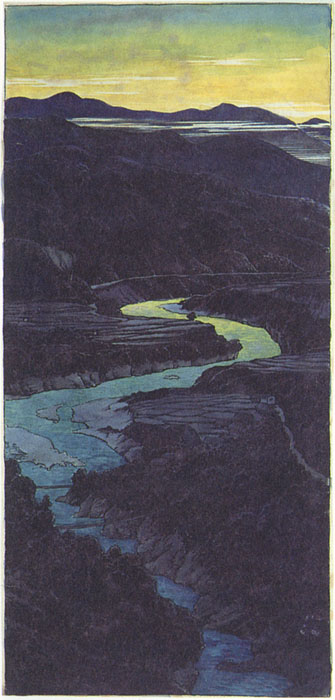
Ioridani Mountain Pass, 1923. Watercolor.
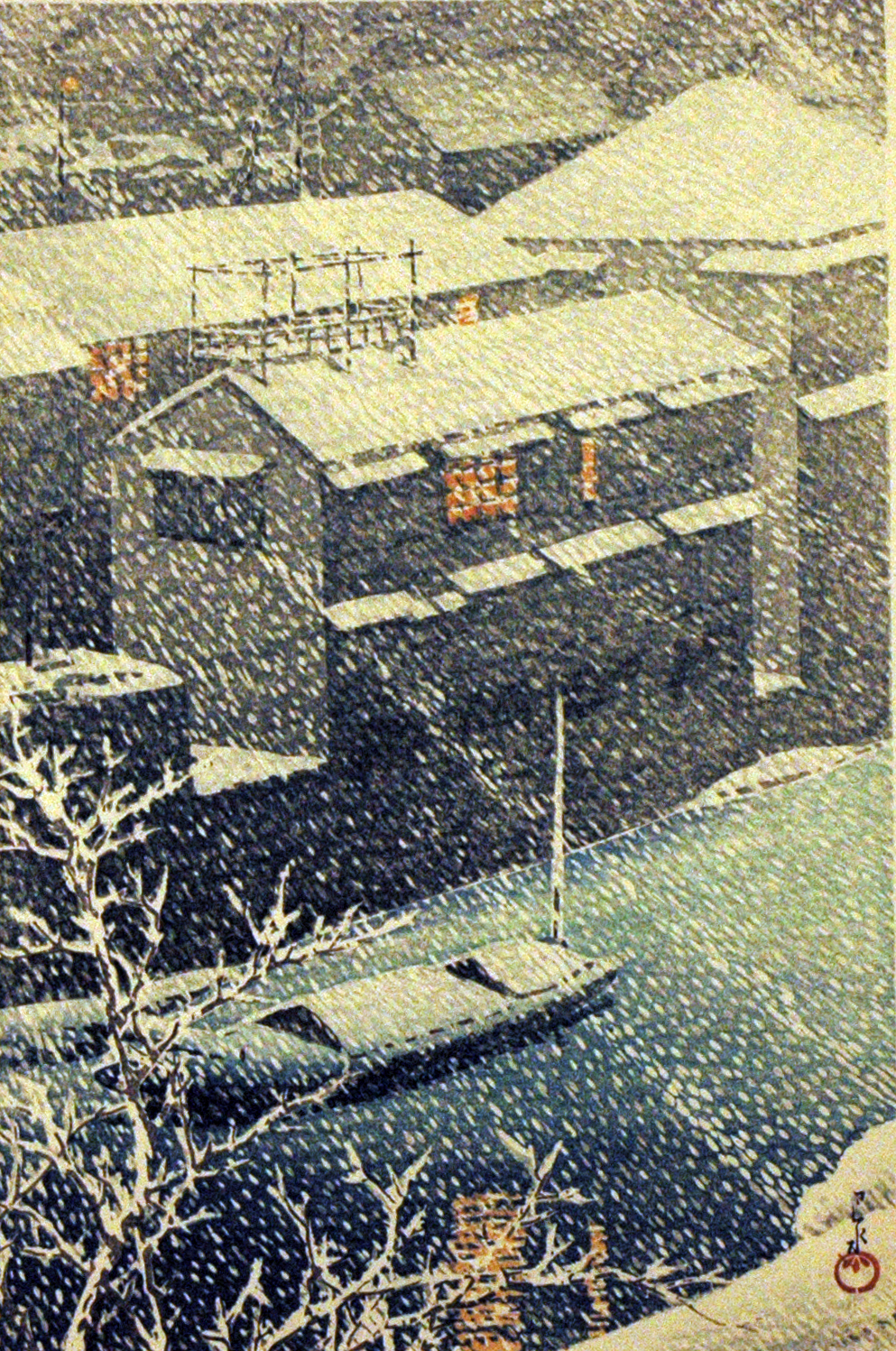
Ochanomizu, 1926. Print from Twenty Views of Tōkyō.
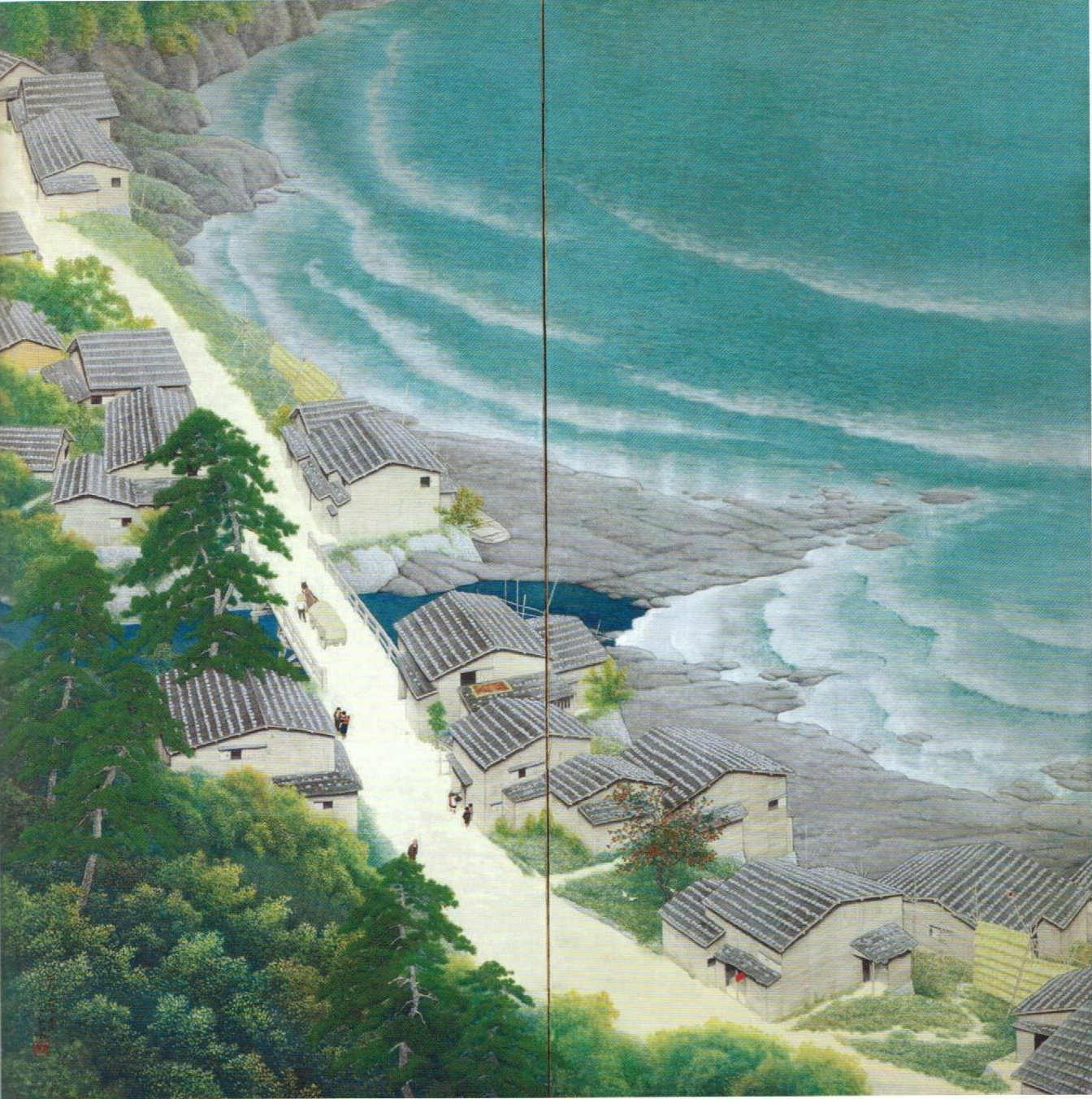
Coastal Landscape, 1927. Two-panel screen.
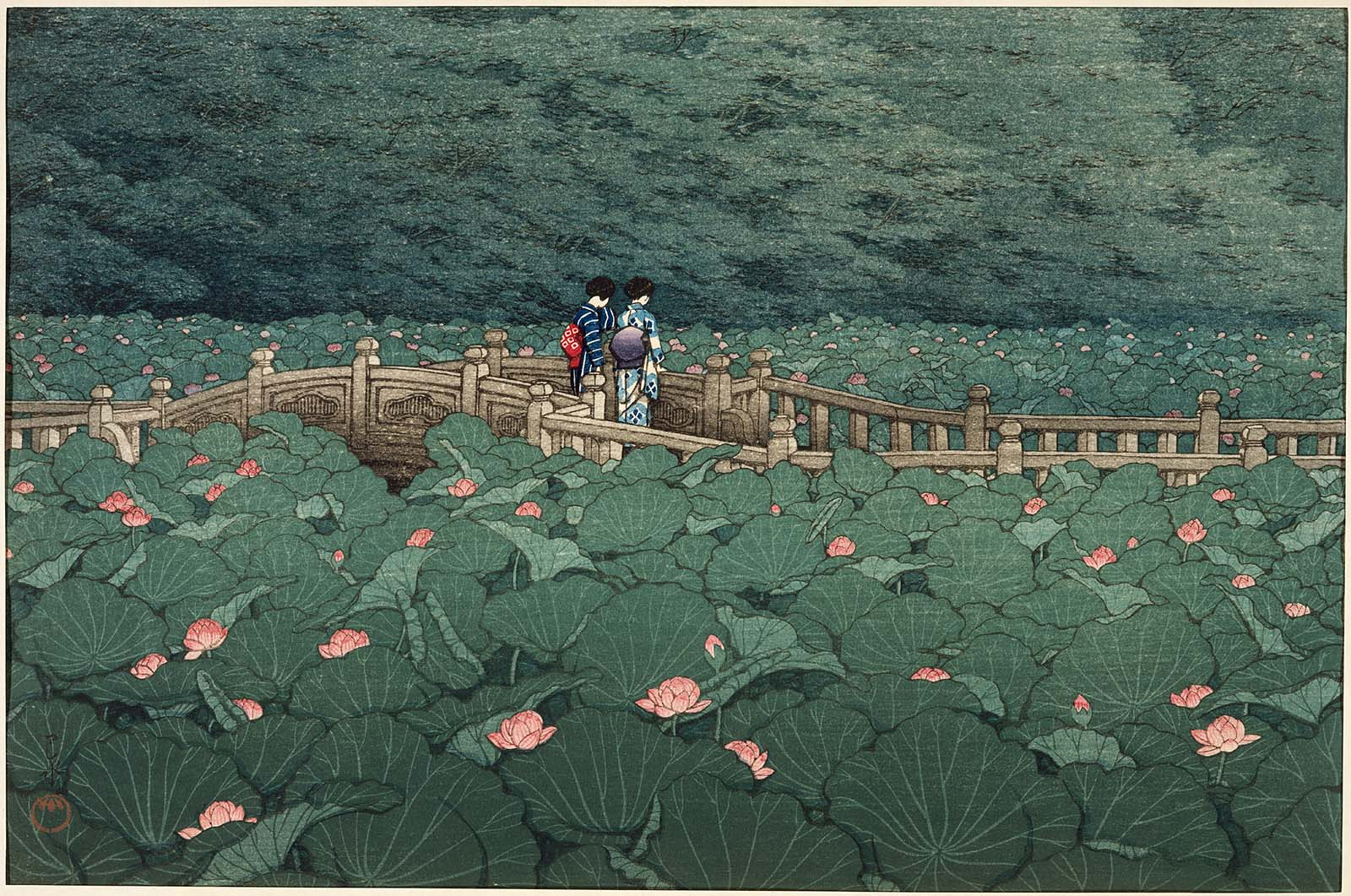
Pond at Benten Shrine in Shiba, 1929. Print.
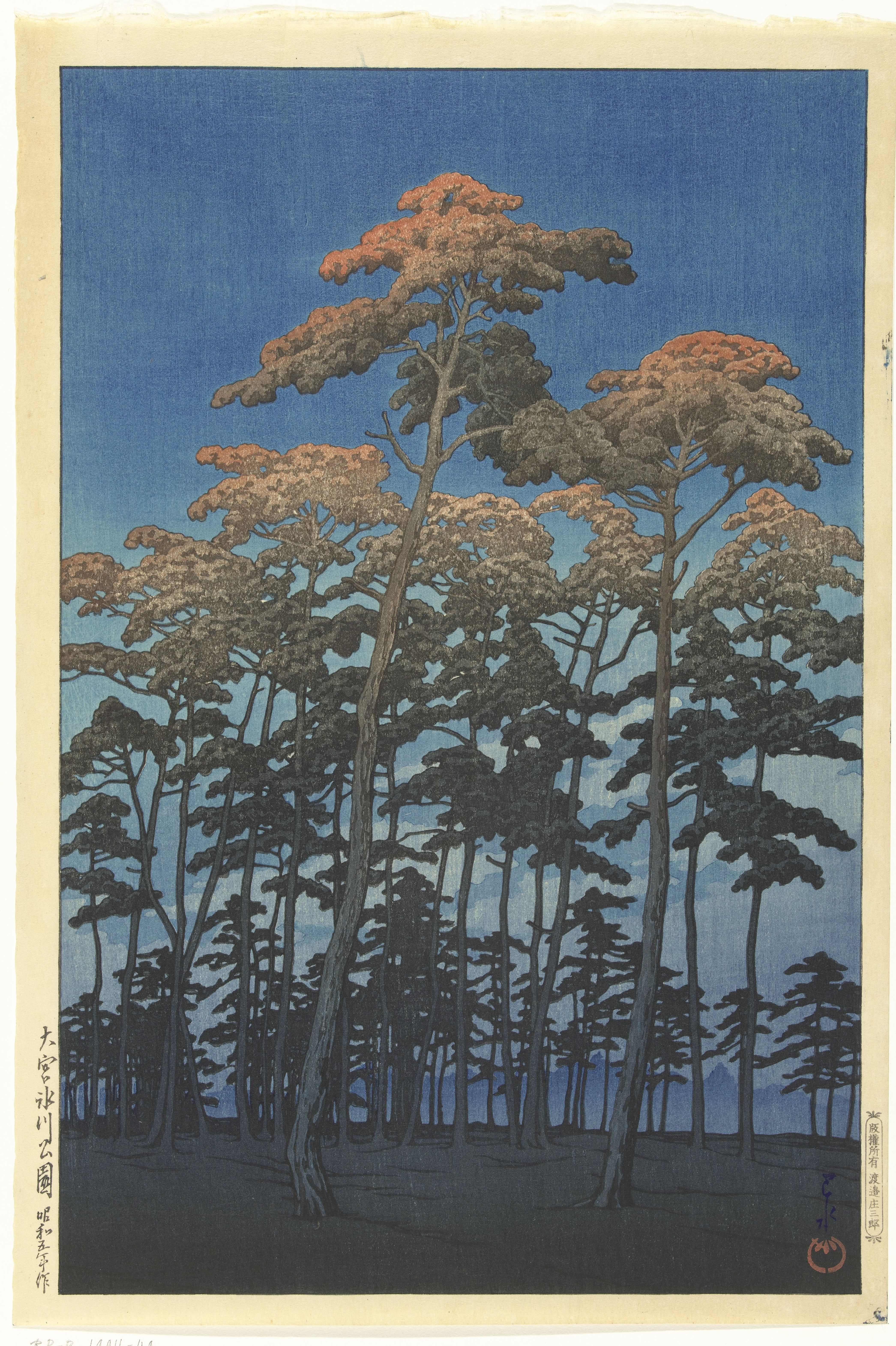
Hikawa park in Omiya, 1930. Print.
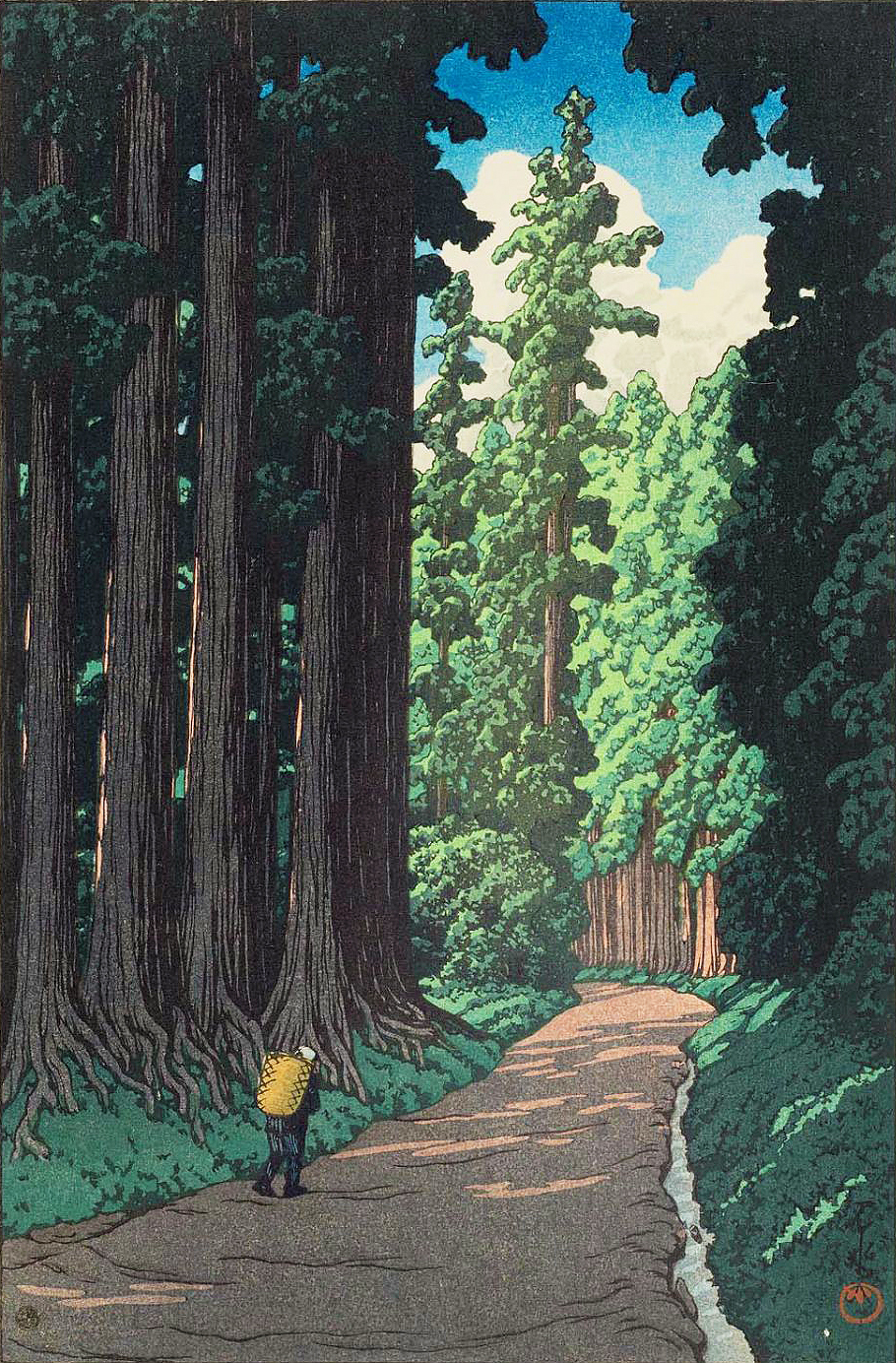
Nikkō Kaidō, 1930. Print.
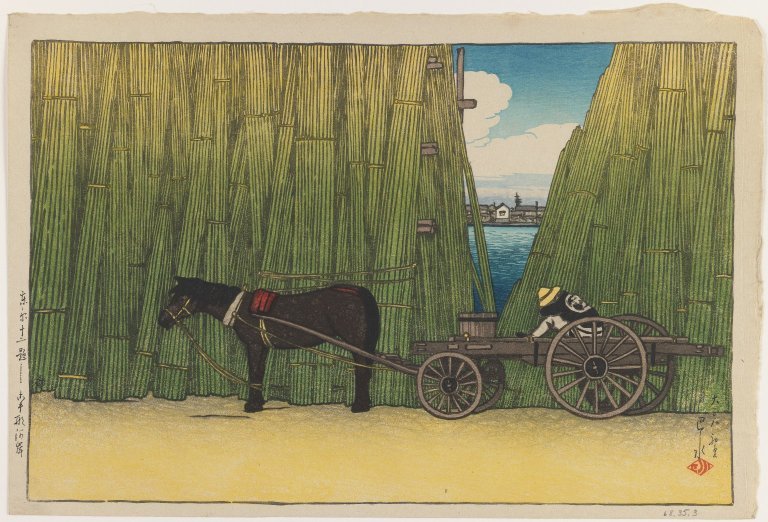
Хасуй Кавасэ. 12 видов Токио. Берег реки Комагата, 1919
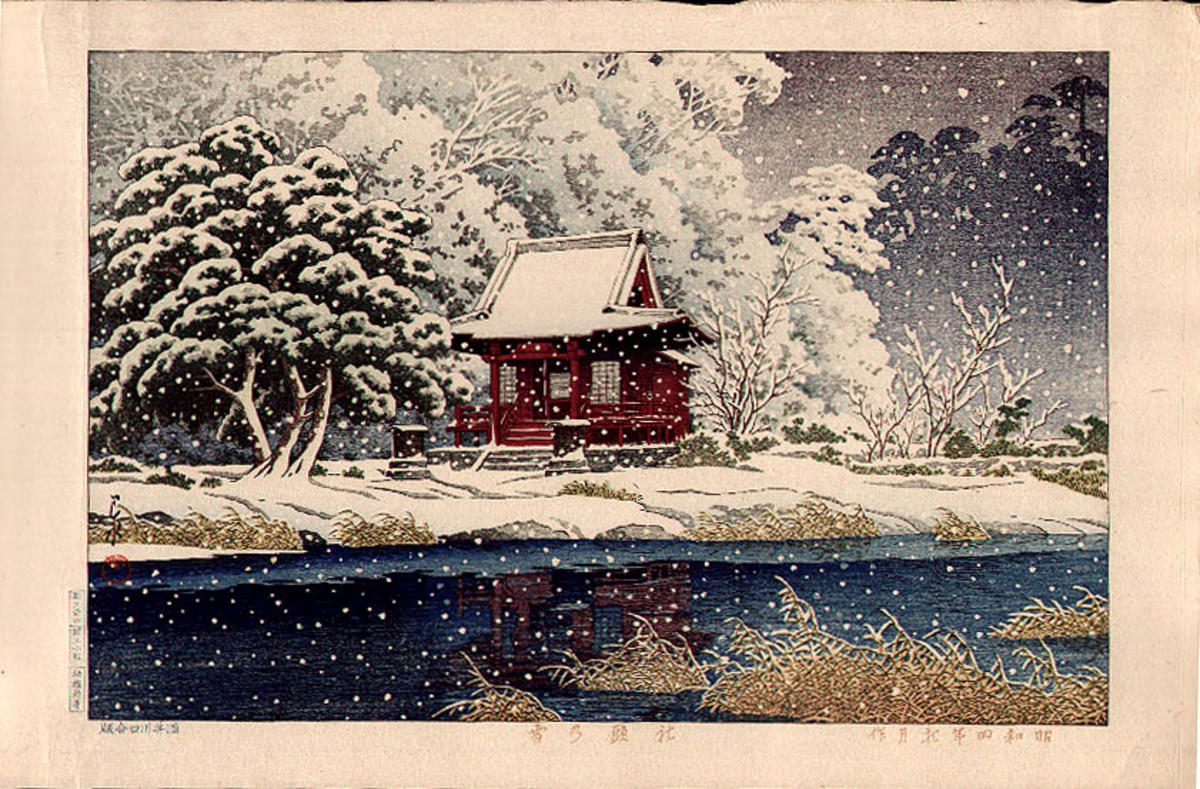
Хасуй Кавасэ. Снег в святилище Инокасира-Бэнтэн, 1929
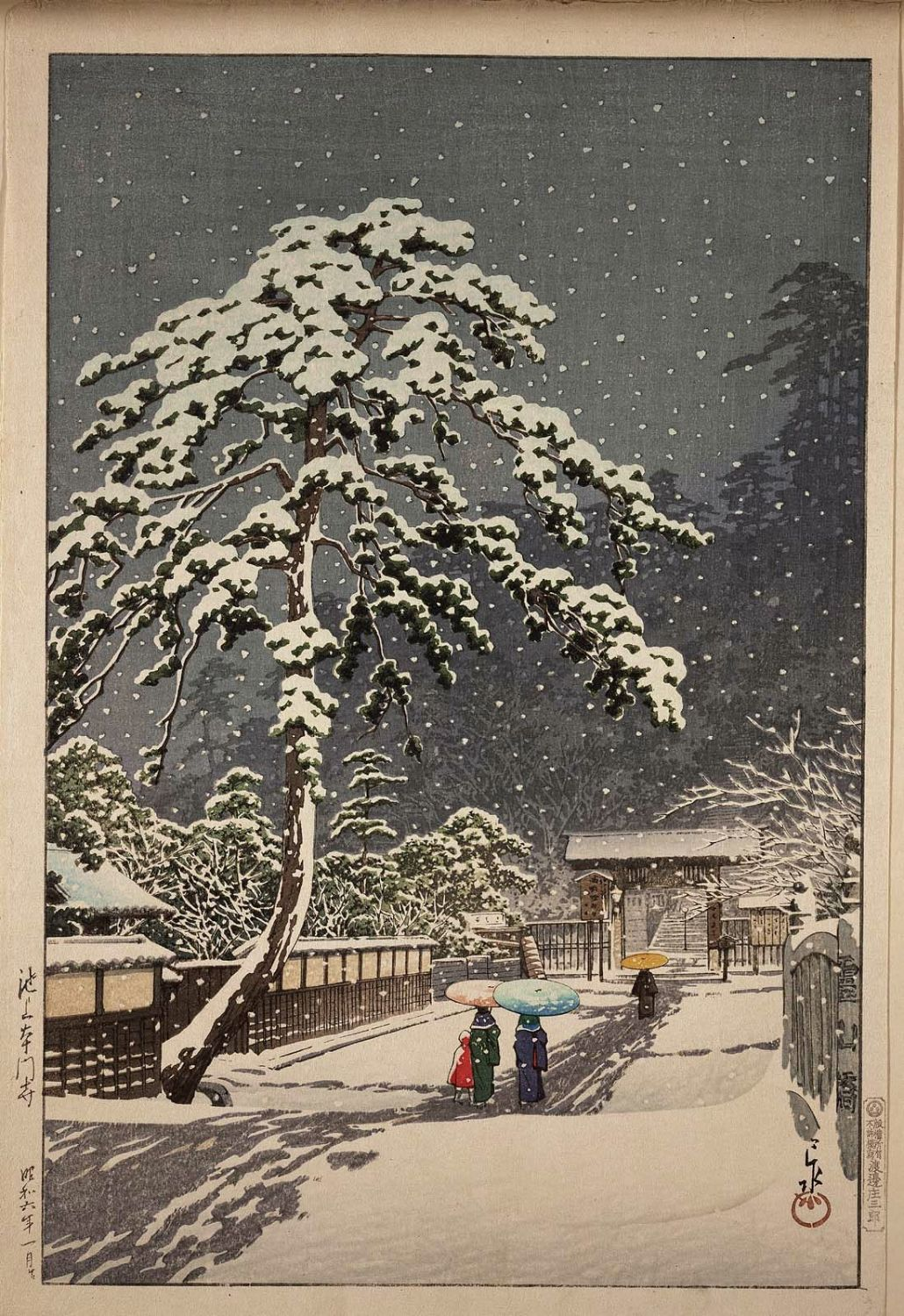
Хасуй Кавасэ. Икэгами-хоммондзи, 1931
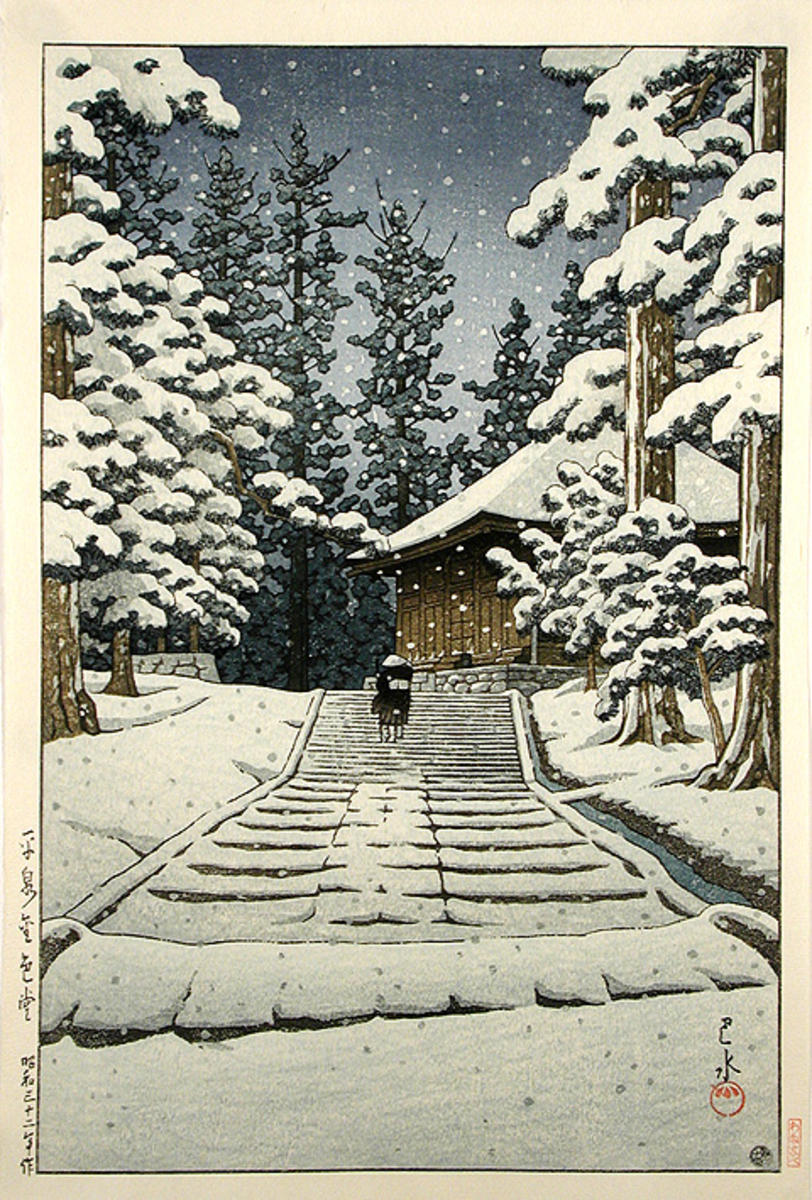
Хасуй Кавасэ. Кондзикидо под снегом. Хираидзуми, 1957